# حركة اللقاء الأرثوذكسي
اللقاء الأرثوذكسي، هو حزب سياسي أرثوذكسي في لبنان، تأسس في يوليو 2010.

## الأهداف
- تشكيل تجمّعٍ ضاغط وتَـعاضديّ من خلال دعوة أكبر عدد من الأرثوذكسيّين الفاعلين في مجمل القطاعات وعلى كافّة الأصعدة من أجل تفعيل أداء الأرثوذكسيين ومشاركتهم وحفظ حقوقهم في كافة المجالات الوطنيّة، للاطلاع بدورهم الرياديّ في المواطنة والتأثير البنّاء في مسيرتها، كما في التواصل والالتحام مع مختلف الشركاء وفي نسيج الوطن.
- تفعيل التنمية الاجتماعية من خلال مبادرات تساعد الأرثوذكسيين، وتساهم في:

1. تأمين الدّعم اللازم للمشاريع الإنمائيّة، الصحيّة والتربويّة والخدماتيّة، والإعلاميّة.

1. إبراز الطّاقات الأرثوذكسيّة وتأمين وجودها في المراكز والوظائف والخدمات العامةّ،

1. تأسيس مشاريع رائدة تعمل على ترسيخ الوجود الأرثوذكسي فعلاً،

1. خلق حالة من التواصل والتعاضد بين الأفراد والمجموعات الأرثوذكسيّة.

- تفعيل دور الأرثوذكسيّين في دول الانتشار وإعادة التواصل معهم وتمتين ارتباطهم بالجذور في لبنان ليُصار إلى دمج فاعليّة الكلّ في سبيل تحقيق التقدّم المُرتجى للأرثوذكسيّة.

## الهيكل التنظيمي

### الأمناء العامون
- نيكولا سابا 2012-2013
- ميشال تويني 2011-2012
- سليم حبيب 2010-2011

### الأعضاء
- نائب رئيس مجلس الوزراء سمير مقبل
- نائب رئيس المجلس النيابي السابق إيلي الفرزلي
- مروان أبو فاضل
- أمل ديبو
- كميل شاهين
- غسان سكاف
- رجا بدران (أمين الصندوق)
- سمير نعيمه (أمين السرّ)
- إبراهيم خوري

## مشروع اللقاء الأرثوذكسي
مشروع اللقاء الأرثوذكسي، هو مشروع قانون انتخابي تقدم به تيار اللقاء الأرثوذكسي يطالب بانتخاب النواب المسيحيين الأربعة والستين (وهو العدد المحدد لهم بحسب الدستور اللبناني) بشكل مستقل من دون تأثير أصوات المسلمين.

### ردود الأفعال

#### المؤيدون
حصل مشروع اللقاء الأرثوذكسي على تأييد حركة أمل وحزب الله والطاشناق.

### المعارضة
المطران إلياس عودة عبّر عن استيائه الشديد من المشروع المعروف باسم مشروع اللقاء الأرثوذكسي، مشدداً على أن هذا المشروع لا دخل للطائفة به ولا يقبل به، وقال: «كنا نعيش طول عمرنا مع بعضنا البعض ولا نريد اليوم أن نكرّس انفصالنا عن باقي مكونات لبنان».
أكد عضو كتلة المستقبل النائب جمال الجراح، أن مشروع اللقاء الأرثوذكسي مذهبي يسمح بوصول المتطرفين إلى المجلس النيابي ويسمح للتطرف بالتحكم بالسلطة.